# 정선 산호동굴

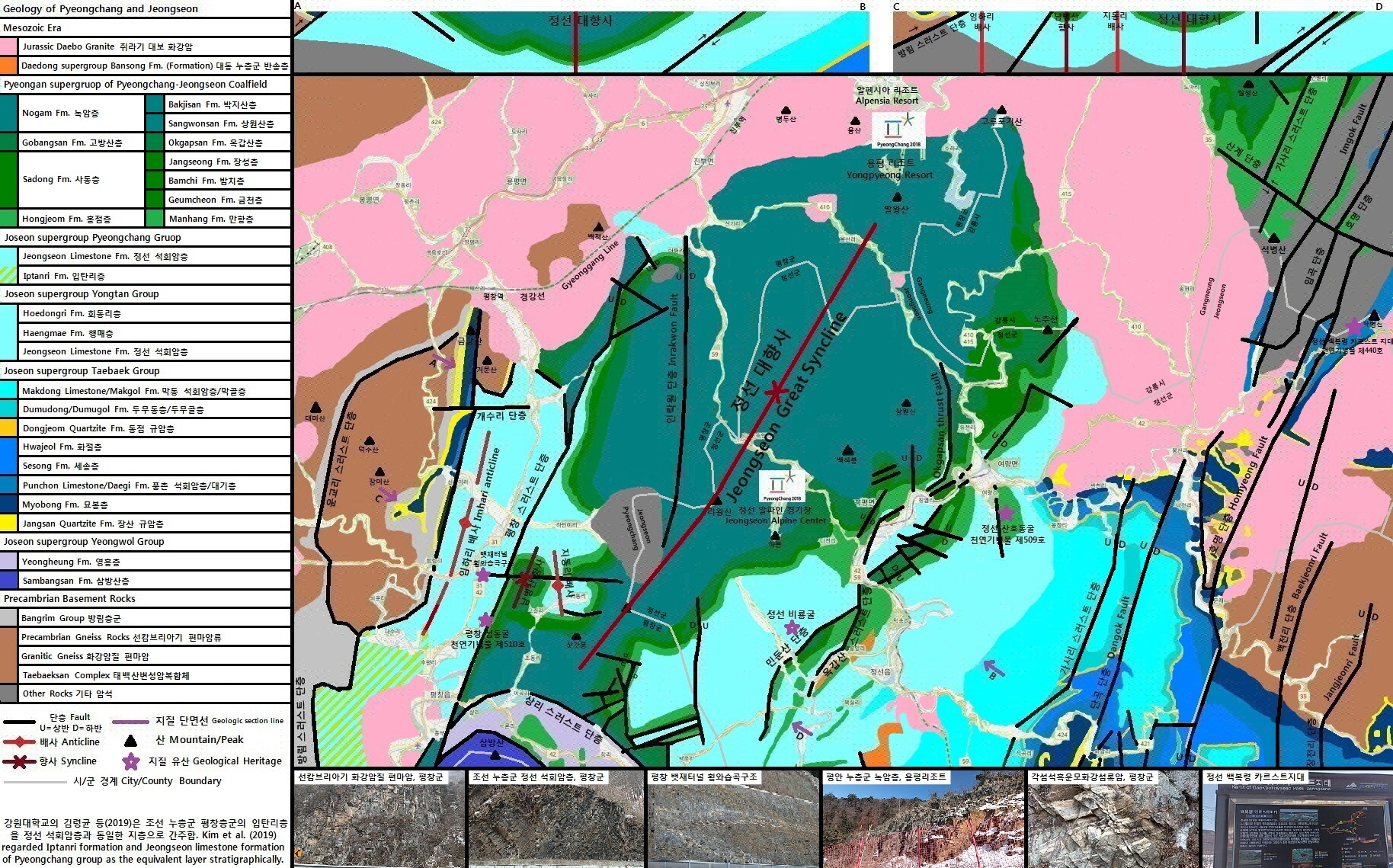
정선군의 지질

정선 산호동굴(鄭敾 珊瑚洞窟)은 대한민국 강원특별자치도 정선군 여량면 여량리의 고생대 조선 누층군 정선 석회암층에 발달한 천연동굴이다. 2009년 12월 15일 대한민국의 천연기념물 제509호로 지정되었다.

## 지정 사유
산호동굴은 총 길이가 약 1.7km에 이르는 대형동굴로 동굴생성물 중 하나인 동굴산호가 동굴 내부에 두루 성장하고 있으며, 다른 동굴에서는 관찰할 수 없는 대형 동굴산호가 잘 발달해 있다.
동굴산호 이외에도 종유석, 석순, 휴석, 유석, 곡석 등 다양한 동굴생성물이 성장해 있으며, 특히 대형석화가 동굴산호로 전이되는 매우 특이한 발달형태를 보이는 동굴생성물은 성장하고 있어 학술적, 자연유산적 가치가 매우 높다.

## 공개 제한
- 공개제한 기간 : 관보 고시일부터 별도 제한조치 해제시까지
- 공개제한 지역 : 천연동굴 내부 전 지역
- 공개제한 사유 : 천연동굴의 보존 및 훼손 방지
- 공개제한 위반시 제재내용 : 문화재보호법 제43조제2항의 규정에 의한 문화재청장의 공개제한에 위반하여 문화재를 공개 하거나 동조 제5항의 규정에 의한 허가를 받지 아니하고 출입한 자는 2년 이하의 징역 또는 2천만원 이하의 벌금에 해당하는 처벌을 받음(문화재보호법 제113조 제9호)
- 공개제한의 예외 : 국가 및 당해 문화재관리단체가 긴급한 사유가 발생한 경우에는 출입할 수 있다.

## 같이 보기
- 정선군의 지질
- 조선 누층군 정선 석회암층

## 참고 자료
- 정선 산호동굴 - 국가유산청 국가유산포털